# Willam Christensen
Willam Farr Christensen, alla nascita Christian William Christensen, (Brigham City, 27 agosto 1902 – Salt Lake City, 14 ottobre 2001), è stato un ballerino, coreografo e impresario teatrale statunitense e fondatore del San Francisco Ballet e del Ballet West a Salt Lake City, Utah.

## Biografia
Cresciuto coi due fratelli Lew Christensen e Harold Christensen a Brigham City, nello Utah, fu membro della Chiesa di Gesù Cristo dei santi degli ultimi giorni.
Viene ricordato per aver portato negli Stati Uniti la versione completa del balletto russo Lo schiaccianoci, oltre a mettere in scena le prime rappresentazioni americane de Il lago dei cigni e Coppélia. Lo schiaccianoci di Christensen fu messo in scena per la prima volta nel 1944 a San Francisco, dove il balletto rimane una tradizione annuale, anche se la produzione ora messa in scena non è necessariamente la versione di Christensen. A lui viene spesso attribuito il merito di aver contribuito a ringiovanire la danza americana.
Christensen lasciò il San Francisco Ballet alle cure di suo fratello Harold per coreografare una produzione teatrale all'Università dello Utah nell'estate del 1948. Mentre era lì, gli fu chiesto di rimanere per aiutare l'Università a creare un dipartimento di balletto. Acconsentì e trascorse il resto della sua vita lavorando nello Utah e nell'Intermountain West. L'Università dello Utah è stata la prima università accreditata ad avere un dipartimento di danza negli Stati Uniti. Qui Christensen fondò anche il Ballet West. L'autrice Debra H. Sowell ha scritto che Willam, Harold e Lew Christensen sono la cosa più vicina che gli Stati Uniti abbiano con una "dinastia di balletto" in stile europeo.